# Constantin Bușilă
Constantin D. Bușilă (n. 4 mai 1877, Galați – d. 3 februarie 1950, închisoarea Aiud) a fost un inginer și om politic român, Ministru al Lucrărilor Publice și Comunicațiilor în Guvernul Ion Antonescu, fondatorul Institutului Român de Energie.

## Biografie
Tatăl său, Dimitrie Bușilă a fost căpitan în Armata Română. A căzut pe câmpul de luptă la 31.08.1877, în Războiul pentru Independență, în bătălia de la Grivița, pe când fiul său avea aproape 4 luni și pe care nu a reușit să-l vadă niciodată.
Constantin urmează cursurile Liceului “Principatele Unite” din Iași, după care se înscrie la Școala Națională de Poduri și Șosele din București. Aici termină studiile în 1900 ca șef de promoție după care pleacă la Liège în Belgia, pentru un an, unde își susține teza de doctorat în domeniul electrotehnic.

## Cariera profesională
La întoarcerea în țară este angajat de Anghel Saligny pentru a participa la proiectarea și construcția Portului Constanța. Aici Constantin Bușilă se ocupă de proiectarea centralei electrice antrenată de un motor Diesel de 1600 CP și care se termină de construit în 1904, când este numit aici director până în anul 1909. De aici se transfer la Societate de Tramvaie din București ca director adjunct.
Când Anghel Saligny devine Ministru al Lucrărilor Publice între anii 1918-1919, Constantin Bușilă este numit în funcția de Secretar General.
În 1919 participă, ca membru fondator, la înființarea celei mai mari societăți petroliere, Creditul Minier, care urmărea apărarea intereselor românești de exploatarea zăcămintelor naturale concesionate unor companii străine. Participă la electrificarea căilor ferate începând în 1912 cu linia Arad-Pancova care a fost inaugurată in 1913 și continuând cu linia ferată de pe Valea Prahovei. A combătut cu vehemență proiectul de concesionare a atelierelor CFR. În anul 1923 este cooptat în Comitetul Tehnic Special înființat pe lângă Direcția generală a construcțiilor de cale ferată din cadrul Ministerului comunicațiilor, cu rol de a examina toate aspectele tehnice ce țineau de construcția de căi ferate - stabilirea traseelor optime, realizarea proiectelor, realizarea licitațiilor etc.  Una dintre probleme importante pe care le avea în vedere inginerul Bușilă o reprezenta și electrificarea căilor ferate.  De asemenea, în perioada următoare este cooptat (alături de alți specialiști de renume) în Consiliul superior al energiei din cadrul Ministerului Industriei și Comerțului și în Consiliul tehnic superior al Ministerului Lucrărilor Publice. 

Inginerul Constantin Bușilă, Ministrul Lucrărilor Publice și Comunicațiilor, alături de Regele Mihai I, cu ocazia Expoziției româno-germane de autostrăzi și căi navigabile, 15 aprilie - 15 iunie 1943.

În anul 1924 pe Constantin Bușilă îl aflăm la Uzinele Reșița, administrator delegat. 
De asemenea, îl găsim la Societatea "Electrica", din această poziție făcând parte din "Comitetul Onorific al celei de A VI-a Conferință Internațională de Chimie Pură și Aplicată" - 15 iunie 1925.

Schiță-portret Constantin Bușilă, cu ocazia procesului Guvernului Antonescu, 1946 - autoare Eva Munteanu.

În anul 1926 contribuie la înființarea [Institutului Român de Energie] (IRE) care activează și azi sub numele de Institutul Național Român pentru Studiul Amenajării și Folosirii Surselor de Energie - IRE. În cadrul Institutului fondează Buletinul Institutului Român de Energie, în care publică inventatorul craiovean al pilelor K, Nicolae Vasilescu Karpen. În același an este cooptat în consiliul de administrație al Societății "Astra" - Prima fabrică română de vagoane și motoare.
În 1927 participă la înființarea Comitetului Electrotehnic Român și face parte din primul birou de conducere, în calitate de vicepreședinte.
Între anii 1935-1944, Constantin Bușilă devine președintele Societății Politehnice, înființată de Teodor Dragu în 1881, poziție din care se implică mai mult în adoptarea mai multor legi legate de apărarea titlului de inginer.
La întoarcerea la București, după construcția centralei de la Constanța, începe activitatea didactică la Școala Națională de Poduri și Șosele la Catedra de organe de mașini și tehnologie mecanică, ulterior ca prorector în cadrul Școlii Politehnice și apoi ca Decan al Facultății de Electromecanică până în 1940.
A făcut parte (1924...) din Societatea Anonimă "NATURA" pentru răspândirea științei și industria aparatelor științifice. De asemenea, a făcut parte din Comitetul editorial al periodicului Societatea de mâine (1926...).

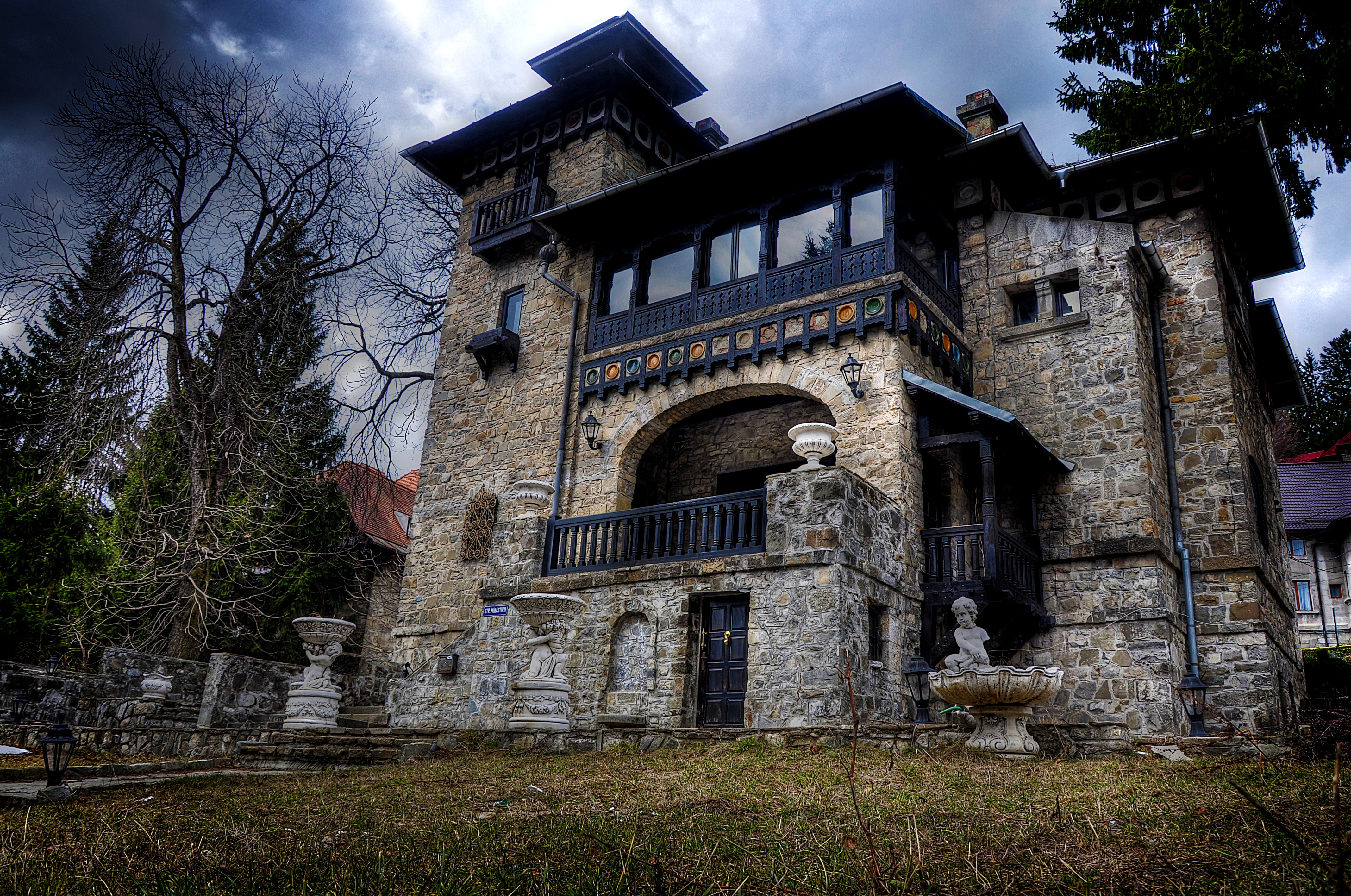
Vila „Constantin Bușilă” din Sinaia

În perioada 1941-1943, la insistențele lui Ion Antonescu, devine Ministru al Lucrărilor Publice și Comunicațiilor. Una dintre problemele avute în vedere în acea perioadă pentru îmbunătățirea sistemelor de transport, o constituie amenajarea Dunării. "Expoziția româno-germană de autostrăzi și căi navigabile" organizată la București în Palatul Muzeului Național, în perioada 15 aprilie - 15 iunie 1943, a reprezentat ocazia de a arăta stadiul dezvoltării mijloacelor de comunicație pe apă și terestre în perioada anilor de ocupație germană.
În vara anului 1945 este arestat, alături de demnitari politici, iar în 6 mai 1946 este judecat  și condamnat la închisoare. 
În urma unei complicații pricinuite de un adenom la prostată (insuficient tratat și neoperat în perioada detenției la Văcărești), subnutrit, a murit de o criză de uree la 3 febuarie 1950 în închisoarea Aiud.

## Vila Constantin Bușilă
În Sinaia, pe str. Mănăstirii nr.13, se află Vila „Constantin Bușilă”, cunoscută și sub titulatura de „Casa cu farfurii” datorită farfuriilor ceramice multicolore ce decorează brâul de la baza acoperișului și de la baza din piatră a balcoanelor din lemn. Vila a fost realizată în anii 1928-1930, fiind opera arhitectului Duiliu Marcu.
Vila este înscrisă pe lista monumentelor istorice din județul Prahova, poziția 788, la adresa Strada Mănăstirii nr.13, Sinaia, având cod LMI PH-II-m-B-16693.

## Decorații
- Medalia Meritul comercial și industrial[nefuncțională]
, Decret 1.546 din 3.04.1914, Monitorul Oficial nr.10 din 15(28) aprilie 1914, p. 523;
- Membru al Ordinului "Coroana României"[nefuncțională]
, Decret 3.103 din 14.07.1926, Monitorul Oficial nr.180 din 14 august 1926, p. 12185.
- Semnul Onorific „Răsplata Muncii pentru 25 ani în Serviciul Statului” (13 octombrie 1941)[25]
- Ordinul „Coroana României” în gradul de Mare Cruce (7 noiembrie 1941)[26]

## Materiale publicate
Urmare activității sale științifice și politice, Constantin Bușilă a întocmit peste 55 de lucrări - articole, cuvântări, discursuri parlamentare etc.
- Organe de mașini, vol. 1, 2, Editura Politehnicei, București, 1940-1941, 578 p./221 pl.;

- Electrificarea drumurilor de fer[nefuncțională]
, București, 1935, 37 p.;
- Electrificarea drumurilor de fier, Natura[nefuncțională]
, Anul XXIII, 1934, nr. 10, 15 decembrie, pp. 1-4;
- Industria pentru apărarea națională, Finanțe și Industrie, Revistă săptămânală de studii și actualități economice, anul II, nr.33[27]
- Învățământul tecnic superior, Publicațiunile Ministerului Lucrărilor Publice, București, 1919, 181 p.;
- Problema energiei în România: note cu privire la stabilirea unei politici a izvoarelor de energie. Comunicare făcută la al 2-lea Congres al Inginerilor din România, Buletinul AGIR, 1922, anul IV, nr. 10, Timișoara, 41 p.;
- La Conférence Mondiale de l’Énergie: compte-rendu de la session spéciale de Bâle, Annales des mines de Roumanie, IX-e année, 1926, nr. 12, 47 p.;
- Cuvântare rostită cu ocazia Serbării de aniversare a 75 de ani de învățământ technic în România, 50 de ani de la reorganizarea Școalei de Poduri și Șosele și 10 ani de la înființarea Școalei Politechnice Arhivat în 7 octombrie 2017, la Wayback Machine., Școala Politechnică Regele Carol II București - Anual pentru anul școlar 1931-1932, 1933, pp. 21-22;
- Cu privire la situația economică, Discurs ținut în ședința Adunării Deputaților din 2 decembrie 1931, cu ocazia discuției răspunsului la Mesajul Tronului, 92 p.;
- Învățământul technic superior, Cuvântări rostite în ședințele Adunării Deputaților din 28 martie și 12 aprilie 1932, cu ocazia discuției la Legea învățământului universitar, 51 p.;
- Problema drumurilor, Cuvântare rostită în ședința Adunării Deputaților din 9 februarie 1932, cu ocazia discuției la Legea drumurilor, 60 p.;
- Politica economică, Interpelare dezvoltată în ședința Adunării Deputaților din 26 martie 1932, București, 133 p.;
- Cu privire la situația economică: discurs ținut în ședința Adunării Deputaților dela 2 decemvrie 1931, cu ocazia discuțiunei răspunsului la Mesajul Tronului, Editura Scrisul Românesc, Craiova, 66 p.;
- Învățământul profesional al meseriilor, 1935, București, 42 p.;
- Electrificarea drumurilor de fer, 1935, București, 37 p.;
- Institutul Român de Energie  - Zece ani de existență: 1926-1936, București, 1936, 51 p;
- Electrificarea rurală, București, 1937, 60 p.;
- Organizarea inginerilor, București, 1938, 39 p.;
- Formarea inginerilor, București, 1938, 51 p.;
- Industria românească în decurs de 50 ani: 1881-1931. Câteva note, Buletinul Societății Politecnice, 1931, nr. 12, 16 p.;
- Anghel Saligny: 1854-1925, 1935, București, 19 p.;
- André-Marie Ampère: 1775-1836. Comemorarea centenarului, cuvântări ținute de: Constantin D. Bușilă, N. Vasilescu Karpen, Dr. Hurmuzescu, Ion Ionescu, Ioan Ștefănescu-Radu, 1936, 32 p.